# Incidència
La incidència és una mesura de la probabilitat de desenvolupar alguna nova condició mèdica dins en un període definit de temps. Encara que sovint s'expressa simplement com el nombre de nous casos durant un període, és més adequat expressar-la com una proporció o taxa respecte a un denominador.
La probabilitat acumulada (també coneguda com a proporció d'incidència o incidència acumulada) és el nombre de nous casos, en un determinat període dividit per la grandària de la població en situació de risc a l'inici de l'estudi. Per exemple, si en una població de 1000 persones d'aquestes 28 desenvolupen una condició durant dos anys d'observació, la proporció d'incidència és de 28 casos per 1.000 persones, és a dir, el 2,8%.
La taxa d'incidència és el nombre de nous casos per unitat de temps-persona en situació de risc. En el mateix exemple anterior, la taxa d'incidència és aproximadament (més endavant es proporciona una forma de càlcul més exacte), de 14 casos per 1000 anys-persona perquè la proporció d'incidència (28 per 1000) es divideix pel nombre d'anys (dos). L'ús de les unitats de persona-temps i no només les unitats de temps es fa servir en situacions en què el temps de seguiment dels casos varia o bé quan la població en situació de risc varia amb el temps. L'ús d'aquesta mesura suposa implícitament la hipòtesi que la taxa d'incidència és constant al llarg de diferents períodes, de tal manera que per una taxa d'incidència de 14 per 1.000 persones-anys, s'esperen 14 casos si es realitza el seguiment complet de 1000 persones durant 1 any o 50 persones observades durant 20 anys.
Quan aquest supòsit és substancialment violat, com en la descripció de la supervivència després del diagnòstic de càncer metastàtic, pot ser més útil presentar les dades de la incidència en un gràfic d'incidència acumulada respecte al temps, tenint en compte les pèrdues durant el seguiment, utilitzant un gràfic de  Kaplan–Meier.
La incidència no s'ha de confondre amb la prevalença, que és una mesura del nombre total de casos de la malaltia en una població, en lloc de la taxa d'aparició de nous casos. Per tant, la incidència aporta informació sobre el risc de contraure la malaltia, mentre que la prevalença indica l'extensió de la malaltia.
Per exemple, considereu la possibilitat d'una malaltia que requereix molt de temps per curar, i que es difongué àmpliament en 2002, però la seva difusió s'aturà el 2003.
Aquesta malaltia té una alta prevalença i una alta incidència l'any 2002, però el 2003 tindrà una baixa incidència, encara que seguirà tenint una alta prevalença, ja que triga molt de temps a curar. En canvi, les malalties de curta durada poden tenir una baixes prevalences i altes incidències. Atès que la prevalença és condicionada directament per la taxa d'incidència de la malaltia i la mitjana de durada de la malaltia, la incidència és a nivell teòric la prevalença dividida per la durada mitjana de la malaltia (casos per persona / any = casos per anys-persona).
En estudiar l'etiologia d'una malaltia, és millor analitzar la incidència en lloc de prevalença, ja que la prevalença es barreja en la durada d'una condició, en lloc d'oferir una mera mesura de risc.
A continuació es comentaran les tres  mesures de freqüència de la malaltia més utilitzades: la probabilitat acumulada, l'oportunitat d'incidència i la taxa d'incidència.

## Probabilitat acumulada (PA)
El risc és la probabilitat que un individu desenvolupi una determinada malaltia (o presenti un altre canvi en l'estat de salut) durant un determinat període (condicionat a què l'individu no es mori per alguna causa durant el període) ( pàg. 3). S'estima amb la Probabilitat acumulada (PA): proporció de persones que desenvolupen la malaltia d'interès, en un període determinat i en una població amb risc de desenvolupar-la (sempre que no existeixin perduts en el seguiment):
La PA és, per tant, la proporció de casos incidents (els casos nous de malaltia d'interès) durant el període d'estudi. Es calcula basant-se en la població amb risc a l'inici de l'estudi i sovint a la probabilitat acumulada se la denomina senzillament risc.
La probabilitat acumulada també s'anomena proporció d'incidència i sovint també "incidència acumulada", però aquest darrer terme s'utilitza per una altra quantitat utilitzada sobretot en l'anàlisi de la supervivència.
Les propietats d'aquesta mesura són:
1. És una probabilitat condicional: valors entre 0 i 1.
2. No té dimensions.
3. Estima el risc mitjà de desenvolupar la malaltia durant un període determinat.
4. Estima un risc mitjà per la totalitat de l'estudi i només és útil si aquest risc d'emmalaltir és constant en el temps.
5. En el numerador només poden considerar-se els casos incidents de les persones del denominador.
6. Habitualment en el numerador només es té en compte la primera vegada que apareix la malaltia.
7. Denominador: només persones que no tenen la malaltia a l'inici del període d'estudi.
8. No té sentit si no s'especifica el temps en què s'han produït els casos (una incidència de 5 pot voler dir que el 5% presenten la malaltia en un any o en, per exemple, 10 anys).
9. No és necessari conèixer quan comença la malaltia (només cal saber si al final s'està o no malalt).

Exemple
L'estudi multicèntric de cohorts sobre la SIDA (MACS) va reclutar entre 1984 i 1985 a 4.943 homosexuals de 4 ciutats dels EUA, 1.665 individus dels quals, estaven ja infectats pel virus de la immunodeficiència humana (HIV) però sense haver desenvolupat la sida. D'aquests, 168 presentaren un primer episodi de pneumònia per Pneumocystis jiroveci durant els 4 primers anys de seguiment [Phair-1990]. La PA de presentar una pneumònia per P. jiroveci en 4 anys fou de:
{\displaystyle {\begin{pmatrix}Probabilitat\\acumulada\end{pmatrix}}={\frac {\begin{pmatrix}Nombre~de~casos~nous~de~malaltia\\que~apareixen~en~una~poblaci{\acute {o}}\\durant~el~per{\acute {i}}ode~d'estudi\end{pmatrix}}{\begin{pmatrix}Persones~sense~la~malaltia\\a~l'inici~de~l'estudi\end{pmatrix}}}={\frac {168}{1.665}}=0,10.}
La PA en 4 anys fou del 10%. De cada 100 individus sense la malaltia a l'inici de l'estudi, 10 van desenvolupar la pneumònia. La PA anual era del 2,5% (0,10/4 anys = 0,025)

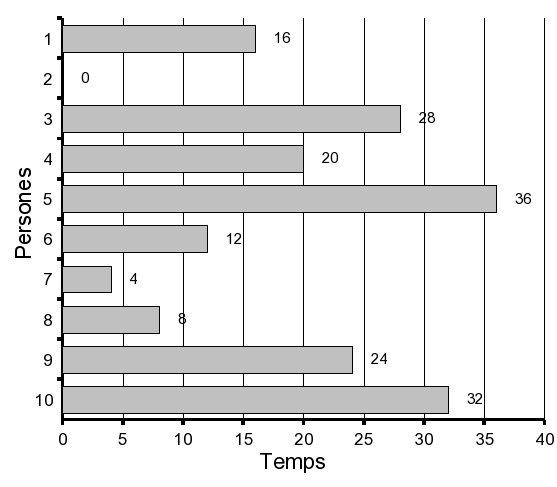
Figura 1. Temps de seguiment d'un estudi de cohort hipotètic de 20 individus. Els individus 1 a 10 van desenvolupar la malaltia durant l'estudi.

Exemple
En la figura 1 es presenten els resultats d'un estudi de cohort de 20 malalts seguits durant 36 mesos. Cada línia representa un malalt i la seva longitud, el temps entre l'inici de l'estudi fins al desenvolupament de la malaltia (anomenat temps a risc). Per exemple, l'individu 1 desenvolupa la malaltia al mes 16, el segon, just després d'entrar a l'estudi i el número 5 just abans de finalitzar-se. Els individus de l'11 al 20 no han desenvolupat la malaltia als 36 mesos. Per tant, existeixen 10 casos incidents. La PA és:
{\displaystyle {\begin{pmatrix}Probabilitat\\acumulada\end{pmatrix}}={\frac {10}{20}}=0,50.}
El risc mitjà d'emmalaltir en 36 mesos és del 50%.
La PA proporciona una bona estimació del risc mitjà dels individus de la cohort si al final de l'estudi de cada participant es coneix si han desenvolupat o no la malaltia o esdeveniment estudiat. Això és equivalent a dir que durant el seguiment no s'ha perdut de vista cap individu. Això rarament es compleix, sobretot si el seguiment és llarg, ja que, encara que ningú deixi l'estudi, no es pot evitar que la gent mori per altres causes que no siguin la malaltia d'interès.

## Oportunitat d'incidència
Una forma alternativa de presentar una probabilitat, molt utilitzada en el món anglosaxó, és l'oportunitat (que el Termcat Arxivat 2016-03-04 a Wayback Machine. tradueix com oportunitat).
Suposem que un equip guanya, com a mitjana, 8 de cada 10 partits que juga. La probabilitat de guanyar un partit és de:
La probabilitat de perdre'l és:
Aquestes probabilitats poden expressar-se de forma alternativa mitjançant una oportunitat que es calcula dividint la probabilitat que guanyi per la probabilitat que no guanyi:
Els anglosaxons ho expressen com que l'oportunitat («odds») és de 4 contra 1. Amb això es vol expressar que és 4 vegades més probable que l'equip guanyi que perdi. Per tant, una oportunitat és la raó entre la probabilitat a favor i la probabilitat en contra. Com s'ha vist en l'exemple, l'oportunitat d'un esdeveniment es calcula dividint el nombre d'esdeveniments (èxits) pel nombre de no esdeveniments (fracassos).
En l'exemple anterior, l'oportunitat de 4 indica que de cada 100 partits que guanya, en perd 25. És important tenir clara la diferència entre probabilitat i oportunitat. En l'exemple considerat, la probabilitat guanyar era de 0,80 i l'oportunitat de 4. Són dues formes alternatives d'expressar una probabilitat. Aquest concepte d'oportunitat apareix freqüentment en les pel·lícules nord-americanes.
En epidemiologia s'utilitzen les oportunitats com a  mesura de freqüència de la malaltia o de l'exposició. Es comentarà la primera.
L'oportunitat d'incidència és la probabilitat de desenvolupar la malaltia (PA) dividit per la probabilitat de no desenvolupar-la (1 - PA):
Per tant, l'oportunitat d'incidència és el risc de presentar la malaltia respecte al risc de no presentar-la. S'estima amb la raó dels casos incidents i casos no incidents.
Exemple
Per al cas anterior del Pneumocystis jiroveci, la probabilitat de presentar una pneumònia per Pneumocystis jiroveci en 48 mesos era de 168/1.665; al no haver emmalaltit 1.665-168=1.497 subjectes, la probabilitat de no presentar-la era de 1.497/1.665. L'oportunitat d'incidència en aquests 48 mesos era:
Aquesta oportunitat indica que de cada 11 que van desenvolupar pneumònia en 4 anys, 100 no la van presentar. Com pot observar-se, el valor de la probabilitat acumulada en 4 anys (0,10) i el de l'oportunitat de malaltia (0,11) són molt similars, però l'oportunitat sempre és superior. Com més petit sigui el risc d'emmalaltir més similars seran la PA i l'oportunitat.

## Taxa d'incidència (TI)

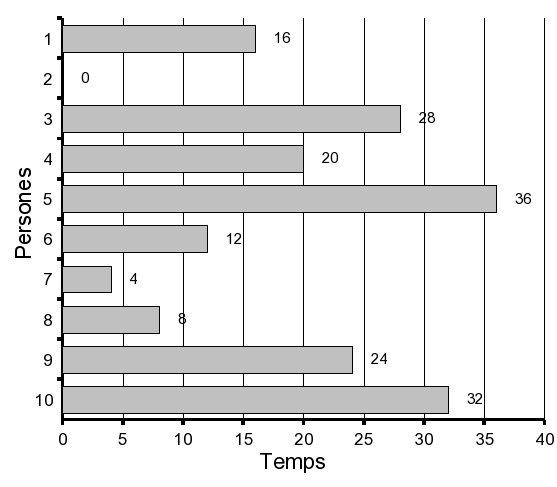
Figura 2. Temps de seguiment d'un hipotètic estudi de cohort de 10 individus seguits 36 mesos. Tots els malalts desenvolupen la malaltia.

És una mesura que estima amb quina velocitat la població va cap a la malaltia. S'estima amb el nombre de casos incidents per unitat de temps i amb relació a la mida de la població a risc. El denominador de la taxa se sol estimar directament sumant el temps a risc de cada individuo estudiat (entenent per temps a risc, el temps que ha estat cada individuo a l'estudi i sense desenvolupar la malaltia estudiada). A continuació es justifica intuïtivament aquesta forma de càlcul.
La velocitat en que tenen lloc els nous casos es podria estimar de forma simple dividint els casos nous de malaltia pel temps en què han aparegut aquests casos:
Per les dades de la figura 1 la velocitat és:
{\displaystyle {\textit {Velocitat}}={\frac {\textit {10~casos~incidents}}{\textit {36~mesos}}}={\textit {0,28~casos~incidents/mes}}}

Tanmateix, aquesta mesura té el mateix valor independentment de la mida de la població a risc. En l'estudi de la figura 1 (estudi de cohort hipotètic de 20 individus), la població inicial a risc és el doble que en el de la figura 2 (estudi de cohort de 10 individus), però la velocitat d'aparició de la malaltia calculada segons l'equació anterior és la mateixa en els dos (10/36). Tot i així, en la població de la figura 1 la gent va més lentament cap a la malaltia (el 50% no la presenten als 36 mesos) que en la figura 2 (el 100% l'han desenvolupat als 36 mesos).
Per tenir en compte aquesta diferència, la velocitat d'emmalaltir s'ha de referenciar al nombre d'individus a risc durant tot l'estudi (no a l'inici de l'estudi com en la probabilitat acumulada). A aquesta velocitat se l'anomena taxa d'incidència (TI):
Al producte del nombre de persones a risc pel temps de seguiment se l'anomena les Persones-Temps (PT) i és la quantitat de persones que estan a risc de la malaltia durant l'estudi.

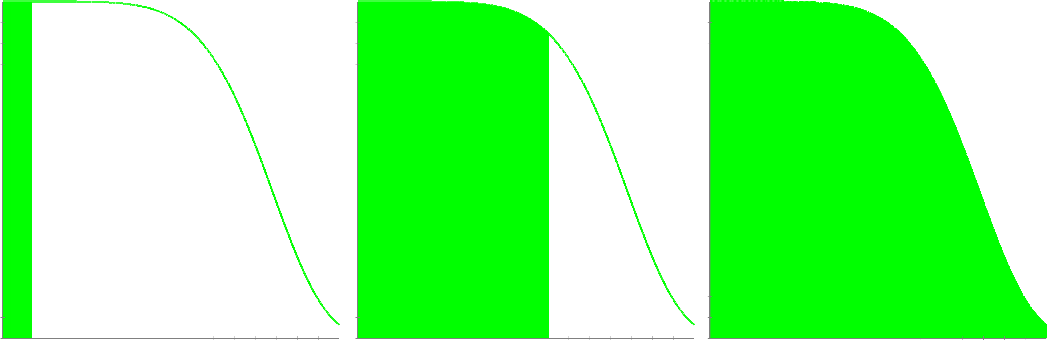
Figura 3. Nombre de persones a risc (eix Y) en funció del temps (eix X). La corba representa, per cada moment (eix X), el nombre de persones que encara estan a risc (eix Y). Aquest nombre disminueix amb el pas del temps. L'àrea verda representa el nombre acumulat de persones que han estat a risc des de l'inici de l'estudi fins als mesos 4, 20 i 38.

Com es mostra a la figura 3, el nombre de persones a risc varia amb el temps: a l'inici de l'estudi (gràfic de l'esquerra de la figura 3) tothom està amb risc i al final (gràfic de la dreta de la figura 3) gairebé ningú no ho està. La quantitat de persones que han estat a risc durant l'estudi és l'àrea de la zona verda al final de l'estudi (gràfic de la dreta de la figura 3). És per tant, l'àrea que hi ha sota la corba que representa el nombre de persones amb risc en funció del temps.

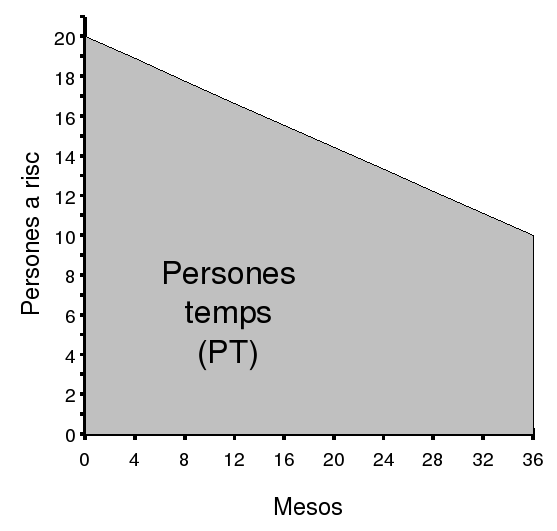
Figura 4. Corba que mostra la població a risc en funció del temps per l'estudi de la figura "Temps de seguiment d'un estudi de cohort hipotètic de 20 individus". Les persones-temps és l'àrea sota la corba (zona gris).

Per a l'estudi de la figura 1, l'àrea sota la corba del nombre de persones a risc en funció del temps, es representa en la figura 4 (al principi tothom està a risc). La quantitat de persones a risc d'aquest estudi és l'àrea de la zona grisa de la figura. El problema és com calcular el valor d'aquesta àrea. En aquest cas concret (triangle+rectangle) és fàcil calcular (36x10 / 2 + (36x10) = 540 persones x mesos). Però, generalment, l'àrea té formes complicades i és difícil de calcular la seva superfície. Una forma aproximada de calcular-la és dividir l'àrea de la figura 4 en rectangles (figura 5). Cada un d'aquests rectangles te com a base el temps a risc de cada individu de l'estudi hipotètic de la figura 1 (els temps s'han ordenat segons la seva longitud). L'alçada de cada rectangle és la unitat (representant a 1 individu). Per tant, una aproximació a l'àrea situada per sota de la corba de la figura 4 és la suma de les àrees dels rectangles de la figura 5. La superfície del primer rectangle es 1 persona × 0 mesos. La del segon és 1 persona × 4 mesos, i així successivament. Com l'alçada de tots els rectangles és 1, es pot obviar i la superfície total seria:

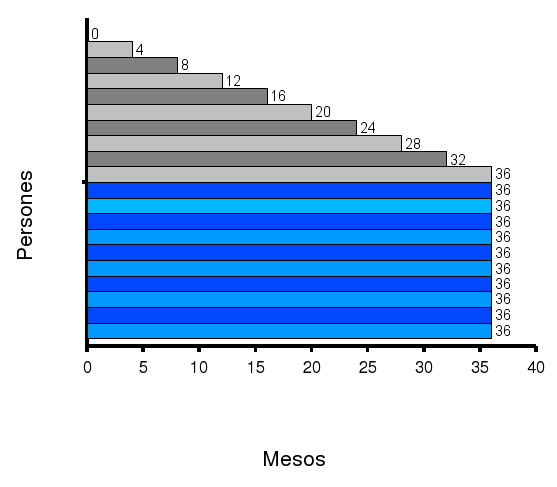
Figura 5. Càlcul aproximat de la població a risc per l'estudi de la figura [fig:Temps-de-seguiment-20]. Els 10 primers van desenvolupar la malaltia durant l'estudi. Els 10 darrers, no, ("barres" blaves).

Com que la superfície de cada rectangle s'obté multiplicant (1 persona) × (mesos seguiment de la persona), les unitats de l'àrea són persones × mesos. És a dir, les unitats del denominador de la TI són persones × temps o, simplement, persones-temps. El valor obtingut (540 persones × mes), és el mateix que el calculat anteriorment sumant la superfície del rectangle i del triangle.
La taxa d'incidència (o «densitat d'incidència» o «taxa de perill») és el nombre de nous casos de malaltia per persona-temps que tenen lloc en una població determinada. S'estima dividint els casos incidents per les PT de l'estudi. Les PT s'estimen sumant el temps a risc de cada individu ({\displaystyle t_{i}}):
{\displaystyle TI={\frac {\textrm {casos~incidents}}{PT}}={\frac {\textrm {casos~incidents}}{t_{1}+t_{2}+t_{3}+\,.\,.\,.\,+t_{n}}}={\frac {\textrm {casos~incidents}}{\sum t_{i}}}}
El temps a risc de cada individu és el temps que roman en l'estudi sense presentar la malaltia (o qualsevol altre esdeveniment d'interès).
Exemple
Per l'estudi de la figura 2 les persones temps són:
i la TI és:
{\displaystyle TI={\frac {10}{180}}=0,056\,{\frac {casos\,incidents}{persones-mes}}}
És a dir, 5,6 casos incidents per 100 persones-mes.
Les propietats d'aquesta mesura són:
- Valors: 0 i infinit (no és una proporció).
- Estima una velocitat mitjana per la totalitat de l'estudi i només és útil si aquesta és constant al llarg de l'estudi.
- Numerador: només poden considerar-se els casos incidents de les persones del denominador.
- Habitualment en el numerador només es té en compte la primera vegada que apareix la malaltia. Per tant, al desenvolupar la malaltia una persona «surt» de la població a risc.
- Denominador: quantitat de persones a risc durant l'estudi: persones temps (a diferència de la PA).
- El valor numèric de la TI per si mateix no es pot interpretar perquè depèn de l'escala de temps escollida.
- Un determinat valor de persones-temps es pot obtenir de situacions totalment diferents. Per exemple, 100 persones any es pot obtenir:
  - 100 persones seguides 1 any.
  - 50 persones seguides 2 anys.
  - 10 persones seguides 10 anys.

Generalment una taxa s'expressa a través d'una xifra que, si més no, tingui un nombre enter. Per a això, es multiplica pel múltiple de 10 que requereixi en funció dels decimals que sigui necessari eliminar. Si es multiplica per 1.000, la taxa indicaria el nombre de casos incidents per cada 1.000 habitants de la població lliures de malaltia durant un any.
Exemple
Per a l'estudi MACS anterior, les persones-any eren 6.324. El nombre de casos incidents en els 4 anys va ser de 168. Per tant, la taxa d'incidència era de 168/6.324 = 0,027 casos per persona-any. Aquesta taxa s'expressaria com 2,7 casos per 100 persones-any, una xifra molt similar a la probabilitat acumulada anual (2,5%) obtinguda anteriorment.
Les taxes tenen algunes desavantatges:
- És una mitjana de les diferents taxes al llarg de la totalitat del període d'estudi. Si el risc de defunció no és constant en el temps, aquesta mitjana és poc informativa. El concepte de taxa és anàleg al de la velocitat d'un automòbil. Una velocitat de 90 km/h s'interpreta que, de mitjana, cada hora recorre 90 km; anàlogament, quan s'afirma que una taxa d'incidència és de 2,7 casos per 100 persones-any, significa que, com a mitjana, apareixen 2,7 casos incidents per cada 100 persones de la població sense la malaltia seguides durant un any. La taxa expressa un valor de mitjana durant el període considerat. No proporciona informació de com s'ha distribuït al llarg del temps (de la mateixa manera que una velocitat mitjana de 50 km/h en un determinat recorregut no informa de si la velocitat ha estat constant o si a vegades ha estat de 120 km/h o de 30 km/h).
- Presenta problemes a l'hora de realitzar inferències estadístiques, ja que un denominador de 100 persones-setmana de seguiment es pot obtenir tant estudiant a 100 persones durant una setmana, com 50 persones durant 2 setmanes o estudiant una persona durant 100 setmanes. El nombre de persones estudiades per calcular la taxa de mortalitat no és evident. No es pot utilitzar una prova estadística amb una n de 100 si el nombre de persones estudiades va ser de 50 que es van seguir durant 2 setmanes. Per tant, la comparació de taxes no es pot realitzar amb els mètodes estadístics habituals i requereixen mètodes adaptats.

El concepte de taxa és anàleg al de la velocitat d'un automòbil. Una velocitat de 90 km/h s'interpreta que, de mitjana, cada hora recorre 90 km; anàlogament, quan s'afirma que una taxa d'incidència és de 2,7 casos per 100 persones-any, significa que, com a mitjana, apareixen 2,7 casos incidents per cada 100 persones de la població sense la malaltia seguides durant un any. La taxa expressa un valor de mitjana durant el període considerat. No proporciona informació de com s'ha distribuït al llarg del temps (de la mateixa manera que una velocitat mitjana de 50 km/h en un determinat recorregut no informa de si la velocitat ha estat constant o si a vegades ha estat de 120 km/h o de 30 km/h).

## Relació entre taxa d'incidència i probabilitat acumulada
Si en un grup de persones que s'estudien al llarg d'un determinat temps (és a dir, en una cohort) la TI d'una malaltia és constant en el temps, la corba que representa el nombre de casos sense la malaltia en cada moment segueix una funció exponencial negativa de tipus:
on:
- yt és el nombre de individus que encara no estan malalts al temps t.
- a és l'intercepte de la corba: mida de la cohort a l'inici de l'estudi (temps 0).
- e és el nombre e.
- t és el temps transcorregut des de l'inici de l'estudi.

Si es canvia la notació de l'equació anterior i yt es substitueix per NF (la població encara a risc, és a dir, sense la malaltia, al final de l'estudi) i a per NI (població sense la malaltia a l'inici de l'estudi), l'equació anterior seria:
Aquesta equació es pot reescriure:
Ara bé, la primera part d'aquesta equació no és més que el complement de la probabilitat acumulada (1-PA) al final de l'estudi: 
Per tant, substituint en aquesta expressió, {\displaystyle N_{F}/N_{I}} pel seu valor trobat a l'equació anterior ({\displaystyle e^{[-TI\times t]}}), s'obté:
Per tant, si el risc de desenvolupar la malaltia estudiada és constant en el temps, la probabilitat acumulada entre el temps 0 i t és igual a ( p107 p52):
on t és el temps transcurregut des de l'inici de l'estudi fins al moment d'interès. Si el risc d'emmalaltir és baix (TI <1%) (o el temps de seguiment és suficientment curt), aleshores:
Aquestes equacions permeten relacionar la TI amb la PA (acumulada des de l'inici de l'estudi fins al temps t). Es poden utilitzar per si es vol utilitzar al PA per estimar el risc de malaltia en presència de perduts de vista (dades censurades). Simplement es calcula la TI i, a partir d'ella, la PA.
Exemple
Si la TI és de 1,5 casos/100 persones-any, la PA valdrà:
- Als 5 anys:

{\displaystyle PA=1-e^{-TI\times t}=1-e^{-0,015\times 5}=1-0,93=0,072\Rightarrow 7,2\%}
{\displaystyle PA\simeq TI\times t=0,015\times 5=0,75\Rightarrow 7,5\%\simeq 7,2\%}
El 7,2% de la població haurà contret la malaltia als 5 anys.
- Als 10 anys:

{\displaystyle PA=1-e^{-TI\times t}=1-e^{-0,015\times 10}=1-0,861=0,139\Rightarrow 13,9\%}
{\displaystyle PA\simeq TI\times t=0,015\times 10=0,15\Rightarrow 15,0\%\simeq 13,9\%}
El 14% de la població haurà contret la malaltia als 10 anys.
Si durant el període d'estudi de, per exemple, 20 anys, la TI no és constant, es pot estimar la PA per períodes més curts, per exemple, cada any, i assumir que dintre de cada any la TI es constant. En aquest cas, si PAi és la PA de l'any i, la PA global de l'estudi entre el temps 0 i el temps t és: